# Wingen
Wingen es una localidad y comuna francesa, situada en el departamento de Bajo Rin en la región de Alsacia.
La comuna se ubica en los límites  del Parque natural regional de los Vosgos del Norte.

## Demografía
| 470 | 496 | 485 | 451 | 456 | 470 |
| Para los censos de 1962 a 1999 la población legal corresponde a la población sin duplicidades (Fuente: INSEE [Consultar]) |     |     |     |     |     |

## Patrimonio
- Estela galo-romana, exhibida en el ayuntamiento tras ser descubierta en 1983.